# أيا نابا
أيا نابا هي بلدة سياحية تقع في أقصى شرق قبرص.